# Bucco tamatia
Bucco tamatia là một loài chim trong họ Bucconidae.